# Primera temporada de Supernatural
Aquesta és una llista d'episodis de la primera temporada de la sèrie Supernatural, que està composta per 22 episodis.
Va començar el 13 de setembre de 2005 i va finalitzar el 4 de maig de 2006.

## Argument
En la primera temporada, els germans Sam i Dean Winchester busquen al seu pare desaparegut, John Winchester, un «caçador» la professió habitual del qual era enfrontar-se a coses paranormals i sobrenaturals. L'única guia que pot facilitar-los la cerca és el diari personal de John, el qual conté detalls sobre esdeveniments i criatures extraordinàries. Una vegada que aconsegueixen trobar al seu pare, Sam i Dean decideixen treballar en equip per localitzar al dimoni Azazel, responsable de la mort de la seva mare quan tots dos eren nens, és a dir 22 anys abans dels successos relatats al llarg d'aquesta temporada. Finalment aconsegueixen localitzar-lo, però no són capaços de matar-lo. La Temporada acaba amb un terrible accident de cotxe en que queden els tres greument ferits.

## Personatges principals
- Jared Paladecki com Sam Winchester
- Jensen Ackles com Dean Winchester

## Personatges recurrents
- Jeffrey Dean Morgan com John Winchester
- Nicki Aycox com Meg Masters
- Fredric Lehne, (i diversos actors) com Azazel

## Llista d'episodis
| 1 (1.1) | Pilot (Pilot)                          | 13 de setembre de 2005 | David Nutter          | Eric Kripke                                                                | 5.69 milions d'espectadors | Azazel／Dama de Blanco               |
| Després de la misteriosa mort de la seva mare, Sam i Dean Winchester són criats pel seu pare com a caçadors d'éssers sobrenaturals, el seu pare està obsessionat per trobar el que va matar a la seva esposa. En Sam decideix marxar a la universitat per començar una nova vida, fins que apareix el seu germà Dean, qui li demana ajuda per buscar al seu pare que està desaparegut. En la seva cerca es troben amb un fantasma que s'anomena la Dama de Blanco, aquest fantasma mata als homes que passen prop de la seva casa, a la qual no pot tornar perquè allí estan els fantasmes dels seus fills als quals ella va assassinar. En acabar el capítol, el Sam torna a casa seva i troba a la seva núvia Jessica, qui mor igual que la seva mare, cremada al sostre. Després de la seva mort, Sam s'uneix a Dean en la cerca del seu pare. |                                        |                        |                       |                                                                            |                            |                                      |
| 2 (1.2) | Wendigo                                | 20 de setembre de 2005 | David Nutter          | Història per: Ron Milbauer & Terri Hughes Burton Teleplay per: Eric Kripke | 5.01 milions d'espectadors | Wendigo                              |
| Al no haver tingut sort investigant la mort de Jessica, els germans Winchester arriben a Blackwater Ridge, Lost Creek, Colorado, després d'haver seguit les coordenades trobades en el diari del seu pare. Fent-se passar per guardaboscs, ajuden a una dona jove. Haley (Gina Holden) i al seu germà menor Ben (Alden Ehrenreich) a buscar al seu germà Tommy (Graham Wardle), qui va desaparèixer fa unes setmanes mentre estava acampant amb els seus amics. Sam i Dean aviat descobreixen que Tommy va ser caçat per un Wendigo que ha estat aterroritzant aquests boscos des de 1936. Mentre el busquen, Haley i Dean són capturats per la criatura, però Sam i Ben són capaços de trobar-los en una mina abandonada. Després d'alliberar a Dean, Haley, i Tommy, el Wendigo és destruït pels germans Winchester, amb una pistola de bengala. |                                        |                        |                       |                                                                            |                            |                                      |
| 3 (1.3) | Dead in the Water (Mort en l'Aigua)    | 27 de setembre de 2005 | Kim Manners           | Serà Gamble & Raelle Tucker                                                | 5.01 milions d'espectadors | Esperit Venjatiu                     |
| Prenent un descans de la cerca del seu pare, Sam i Dean van cap al Llac Manitoc a Wisconsin per un possible cas. Allí va haver-hi 3 ofegaments en un any, amb els cadàvers desapareguts en el llac. Els germans aviat comencen a creure que l'esperit d'un jove continua en el llac, i s'assabenten que el policia local (Daniel Hugh Kelly) i el pare de l'última víctima accidentalment van causar la seva mort quan eren nens. Per venjança, l'esperit va a per la filla del xèrif, Andrea (Amy Acker), i el seu net Lucas (Nico McEown). Per fi empeny a Lucas al Llac, fent que el xèrif es lliuri a l'esperit, salvant al seu net. |                                        |                        |                       |                                                                            |                            |                                      |
| 4 (1.4) | Phantom Traveler (Viatger Fantasma)    | 4 d'octubre de 2005    | Robert Singer         | Richard Hatem                                                              | 5.40 milions d'espectadors | Dimoni                               |
| Els germans són cridats per un home, a qui Dean i el seu pare van ajudar anteriorment, per investigar un misteriós accident d'avió que va deixar només set supervivents, amb la teoria que un passatger posseït per un dimoni va provocar l'accident. Quan s'adonen que el dimoni està eliminant als supervivents d'un en un, Dean es veu forçat a enfrontar la seva por de volar, seguint al proper objectiu del dimoni, una hostessa (Jaime Ray Newman). Sam i ell intenten treure al dimoni de l'avió, però fuig del seu hoste després de ser exorcitzat. Malgrat això, continuen amb el ritual, enviant al dimoni a l'Infern. |                                        |                        |                       |                                                                            |                            |                                      |
| 5 (1.5) | Bloody Mary                            | 11 d'octubre de 2005   | Peter Ellis           | Història per: Eric Kripke Teleplay per: Ron Milbauer & Terri Hughes Burton | 5.50 milions d'espectadors | Esperit Venjatiu (Bloody Mary)       |
| Quan un home mor perquè els seus ulls li esclaten -després que la seva filla digués "Bloody Mary" tres vegades enfront d'un mirall-, Sam i Dean van cap a Toledo, Ohio, per investigar. Allí esbrinen que Bloody Mary (Jovanna Huguet) és el fantasma d'una jove dona qui ha estat assassinada després que li van treure els ulls, i el seu esperit està atrapat en el mirall davant del qual ella va morir. Amb el mirall ara en venda en una vella tenda d'antiguitats a la ciutat, Bloody Mary ha començat a tenir com a objectius a aquells qui secretament senten culpa per la mort d'un altre. Els germans han de trobar una manera de detenir-la després que una jove (Marnette Patterson) es converteixi en el seu següent objectiu. Es dirigeixen cap al mirall original i el destrossen, però això només allibera a Bloody Mary. De totes maneres, Dean l'obliga a veure el seu propi reflex, i la seva culpa sobre els seus propis secrets fan que s'esvaeixi. |                                        |                        |                       |                                                                            |                            |                                      |
| 6 (1.6) | Skin (Pell)                            | 18 d'octubre de 2005   | Robert Duncan McNeill | John Shiban                                                                | 5 milions d'espectadors    | Cambiaformas                         |
| Després que Zach (Aleks Holtz), un amic de Sam, és arrestat per matar a la seva núvia, els germans es dirigeixen a St. Louis, Missouri, per investigar. La germana de Zach, Becky (Amy Grabow), explica que ell estava amb ella al moment de l'assassinat, encara que les càmeres de seguretat el situen en l'escena del crim. Després que assassinats similars ocorren, s'adonen que el veritable assassí és un canviant de formes. Aquest captura als germans, i planeja usar el cos de Dean per matar a Becky. Però ells escapen i alerten a la policia. Becky és salvada, però la policia creu que Dean és l'atacant. Més tard, mentre Dean búsca per la "guarida del canviant, Sam visita a Becky per assegurar-se que ella sàpiga al que s'estan enfrontant. De tota manera, es revela que ella és el canviant i colpeja a Sam deixant-ho inconscient abans de tornar a la forma de Dean. Després que el Dean real troba a Becky lligada en la "guarida" del canviant, enfronta al canviant i li dispara, el canviant és enterrat amb el nom de Dean de manera que així desapareix dels registres policials. |                                        |                        |                       |                                                                            |                            |                                      |
| 7 (1.7) | Hook Man (L'home del Garfio)           | 25 d'octubre de 2005   | David Jackson         | John Shiban                                                                | 5.08 milions d'espectadors | Esperit Venjatiu／Home del Garfio    |
| Sam i Dean investiguen la brutal mort d'un estudiant. La núvia de la víctima (Jane McGregor) explica que l'atacant era invisible. Ocorren més atacs, i les víctimes semblen estar connectades a la noia. Els germans creuen que l'assassí és l'Home del Garfio, i tot indica que és l'esperit venjador de Jacob Karns, un capellà qui va assassinar 13 prostitutes al 1862 amb un garfi que reemplaçava la seva mà perduda i que va ser condemnat a mort pels seus crims. Per detenir a l'esperit, han de destruir el Garfi, que desafortunadament va ser fos en un objecte per l'església després de la mort de Karns. Quan busquen a l'església l'objecte, Lori i els germans són enfrontats per l'Home del Garfi. El seu pensament ràpid els salva, ja que els germans s'adonen que la creu que Lori té com a collaret és l'objecte, i en cremar-lo l'esperit s'esvaeix. |                                        |                        |                       |                                                                            |                            |                                      |
| 8 (1.8) | Bugs (Bestioles)                       | 8 de novembre de 2005  | Kim Manners           | Rachel Nau & Bill Coakley                                                  | 4.47 milions d'espectadors | Maledicció Natiu-Americana           |
| Després que un treballador d'un nou barri morís en un clot, i el seu cervell es dissolgués en minuts, els germans van a Oasis Plains, Oklahoma, per investigar. S'assabenten que hi ha morts on sempre hi ha bestioles. Després de fer cerques, descobreixen que una tribu nativa americana solia viure a l'àrea, però els seus membres van ser assassinats per la cavalleria, fent que el cap de la tribu maleís la terra mentre moria. Sam i Dean determinen que la maledicció arribarà al seu clímax aquesta nit, i s'apuren a avisar a la família que viu allí sobre un atac d'insectes. Lluiten amb els insectes i sobreviuen tota la nit, i a l'alba els insectes se'n van. |                                        |                        |                       |                                                                            |                            |                                      |
| 9 (1.9) | Home (Llar)                            | 15 de novembre de 2005 | Ken Girotti           | Eric Kripke                                                                | 4.21 milions d'espectadors | Poltergeist／Esperit                 |
| Sam té malsons sobre una família atacada per una entitat sobrenatural a la casa de la seva infància amb Dean, fent que els germans tornin a Lawrence, Kansas, per investigar. Demanen l'ajuda d'un amic psíquic del seu pare, Missouri Mosley (Loretta Vaig esdevenir), per alliberar a la casa de l'esperit. Encara que Missouri afirma haver purificat la casa, Sam no creu que hagi estat un èxit, així que els germans cuiden la casa a la nit. Quan l'esperit torna, la premonició de Sam comença a fer-se realitat. Els germans s'apuren per salvar a la família, però ells mateixos són salvats per l'esperit de la seva mare, qui se sacrifica a si mateixa per parar a l'esperit maligne. |                                        |                        |                       |                                                                            |                            |                                      |
| 10 (1.10) | Asylum (Manicomio)                     | 22 de novembre de 2005 | Guy Bee               | Richard Hatem                                                              | 5.38 milions d'espectadors | Esperits                             |
| Sam i Dean reben ordres del seu pare, a Rockford, Illinois, per investigar l'Asil Roosevelt, on pacients criminals bojos van prendre el lloc al 1964. Una de les víctimes d'aquesta presa va ser el cap de psiquiatria (Norman Armour). Els esperits estan allí per tractar de comunicar-se en lloc d'atacar, fent que els germans descobreixin que el psiquiatre ha estat fent cruels experiments en els seus pacients per provar la seva teoria que el provocar una ràbia extrema seria terapèutic per a ells. El fantasma del doctor confronta a Sam, causant que perdi la seva ment i amb la qual cosa intenta matar el seu germà. Dean se les arregla per tractar de comprendre a Sam i crema el cadàver del doctor, parant a l'esperit i tornant a Sam a la normalitat. |                                        |                        |                       |                                                                            |                            |                                      |
| 11 (1.11) | Scarecrow (Espantapájaros)             | 10 de gener de 2006    | Kim Manners           | Història per: Patrick Sean Smith Teleplay per: John Shiban                 | 4.23 milions d'espectadors | Espantapájaros vivent／Vanir／Dimoni |
| Després que el seu pare els enviés un missatge perquè investiguin les desaparicions de dues joves parelles en un poble d'Indiana, Sam li revela a Dean que preferiria seguir al seu pare, fent que els dos, enfadats, se separin. Mentre, Sam coneix a una noia anomenada Meg Masters (Nicki Aycox) i Dean comença la recerca i salva a una parella d'un espantaocells vivent. Dean truca a Sam i li explica sobre la criatura, i descobreix que un Vanir és convocat en la forma d'un espantaocells per protegir la ciutat a canvi de sacrificis en un arbre sagrat, donant-li el poder al poble de la prosperitat dels seus cultius i del bestiar. Com la parella que anaven a ser sacrificada va escapar, la gent del poble tria a Dean i Emily (Tania Saulnier) -una noia que viu al poble amb el seu oncle i tia- per ser els nous sacrificis. De totes maneres, Sam torna i els rescata, i l'espantaocells s'endur a l'oncle i tia d'Emily. El matí següent, Emily i els germans cremen l'arbre sagrat, i deixen la ciutat. Mentre, Meg fa un viatge per la carretera, però li talla la gola al conductor, posant la seva sang en una copa i usant-la per comunicar-se amb un ser desconegut, al que ella anomena "Pare". |                                        |                        |                       |                                                                            |                            |                                      |
| 12 (1.12) | Faith (Fe)                             | 17 de gener de 2006    | Allan Kroeker         | Sera Gamble & Raelle Tucker                                                | 3.86 milions d'espectadors | Reaper / Parques/ Rawhead            |
| Mentre barallen amb un Rawhead, Dean queda electrocutat i el seu cor es danya. Els doctors li donen només unes poques setmanes de vida. Sam busca maneres per salvar-lo i creu que pot haver trobat una resposta en un predicador que sana l'incurable (Kevin McNulty). En la congregació, Dean és triat i és guarit de la seva condició. No obstant això, aviat esbrinen que una dona de 27 anys mor d'un infart al mateix temps que Dean havia estat sanat. Més informació revela que les morts ocorren al mateix temps que les altres curacions, amb el que els germans sospiten que el predicador està usant màgia negra per controlar a un Reaper (no la mort, sinó un dels seus "ajudants" és a dir una de les Parques), sanant gent a canvi de vides per aquells que ell considera immorals. De totes maneres, al final descobreixen que la seva esposa està darrere de tot. I mentre els germans s'apuren per destruir l'altar usat per controlar al Reaper, el predicador comença a "sanar" a una jove dona que té un tumor cerebral (Julie Benz), i el Reaper va a pel Dean. Sam destrueix l'altar, i el Reaper és alliberat i pren la vida de la dona del predicador, encara que la jove dona no és sanada. Més endavant ella li explica a Dean que esta en pau amb la seva mort propera, i Dean promet resar per ella. |                                        |                        |                       |                                                                            |                            |                                      |
| 13 (1.13) | Route 666 (Ruta 666)                   | 31 de gener de 2006    | Paul Shapiro          | Eugenie Ross-Leming & Brad Buckner                                         | 5.82 milions d'espectadors | Esperit Venjatiu                     |
| Dean és contactat pel seu primer amor, Cassie (Megalyn Echikunwoke), qui li demana que torni a Capi Girardeau a Missouri per investigar una cadena d'assassinats per motius racials, un d'ells era el seu pare. Cada assassinat està connectat a una misteriosa camioneta que sembla no tenir conductor i no deixa rastres. Els germans acaben descobrint que la mare de Cassie, una dona blanca, va deixar al seu nuvi Cyrus pel pare afro-nord-americà de Cassie. Cyrus, ple de ràbia, va tractar de matar-lo, però el pare de Cassie va acabar matant-lo a ell i llançant el cos i la camioneta de Cyrus en un pantà proper. Ara l'esperit de Cyrus ha tornat i està venjant-se contra tots aquells connectats a la seva mort. Finalment fan un truc amb Cyrus fent-lo conduir fins a terra sagrada, una vella església cremada per ell mateix. |                                        |                        |                       |                                                                            |                            |                                      |
| 14 (1.14) | Nightmare (Malson)                     | 7 de febrer de 2006    | Phil Sgriccia         | Sera Gamble & Raelle Tucker                                                | 4.27 milions d'espectadors | Psíquic／Telequinesis                |
| Sam té una premonició d'un home sent assassinat en Saginaw, Michigan, però l'assassinat sembla un suïcidi. Parlen amb el fill de la víctima, Max (Brendan Fletcher), i fallen en trobar alguna cosa sobrenatural, però li adverteixen a l'oncle de Max que sigui acurat. Quan ell també és assassinat misteriosament, Sam i Dean creuen que la família està maleïda. No obstant, la seva recerca revela que Max era regularment colpejat pel seu pare i el seu oncle quan era petit. Sam després té una altra visió de Max usant habilitats telequinèticas per matar a la seva madrastra, ple de ràbia cap a ella per no haver fet res quan el colpejaven. Els germans detenen a Max, i Sam descobreix que, quan era un bebè, la seva mare també va morir de la mateixa manera que la seva. Quan la ràbia de Max de sobte apareix, tanca a Sam a l'armari i aquest rep una altra visió de Max matant a Dean. Intentant escapar, Sam s'allibera telequinèticamente i parla amb Max. Encara que al final Max decideix acabar amb la seva pròpia vida. |                                        |                        |                       |                                                                            |                            |                                      |
| 15 (1.15) | The Benders (Els Benders)              | Peter Ellis            | John Shiban           | 14 de febrer de 2006                                                       | 3.96 milions d'espectadors | Cap (Família Assassina)              |
| Sam i Dean van cap a Hibbing, Minnesota, on un jove veu a un home desaparèixer. Mentre investiguen, Sam també és segrestat. Dean fingeix ser un policia a la recerca del seu cosí, i s'uneix amb l'oficial Kathleen Hudak (Jessica Steen). Encara que ella aviat se n'adona de la veritable identitat de Dean, li permet continuar la recerca amb ella, ja que el seu germà va desaparèixer de la mateixa manera fa tres anys. Malgrat això, no confia en ell, i l'emmanilla en el seu cotxe quan troben la propietat dels segrestadors. Kathleen aviat és capturada, i descobreix que són una família humana que caça i mata a persones per diversió. Dean s'allibera a si mateix de les esposes i va darrere d'ella, però també és capturat. De totes maneres, això distreu a la família prou perquè Sam i Kathleen surtin de les seves gàbies, i capturen als segrestadors. Quan Kathleen es queda tot sol amb el pare de la família, ell es burla de la mort del seu germà, i ella li dispara, i després menteix a Sam i Dean, dient que ell havia intentat escapar. |                                        |                        |                       |                                                                            |                            |                                      |
| 16 (1.16) | Shadow (Ombra)                         | 28 de febrer de 2006   | Kim Manners           | Eric Kripke                                                                | 4.22 milions d'espectadors | Daevas／Dimonis                      |
| Mentre investiguen una mort per animal a Chicago, els germans troben un símbol de sang, que Dean més endavant esbrina que està connectat a una criatura Zoroastrian coneguda com daeva. Més tard es troben amb Meg Masters, i Sam sospita d'ella, fent-la reconèixer que ella està darrere de l'assassinat. L'enfronten, però ella revela que tot és part d'un parany per capturar al seu pare. Sam i Dean se les arreglen per fer que els daevas es tornin contra ella, i és llançada per la finestra. Quan tornen a la seva habitació d'hotel, troben al seu pare esperant-los, però Meg torna i una vegada més envia als daevas contra ells. Sam dispersa als daevas amb bengales prou com per escapar. Finalment John deixa als seus fills una vegada més, sentint que són vulnerables quan estan tots junts. |                                        |                        |                       |                                                                            |                            |                                      |
| 17 (1.17) | Hell House (Casa Infernal)             | 30 de març de 2006     | Chris Long            | Trey Callaway                                                              | 3.76 milions d'espectadors | Tulpa                                |
| A manera de broma, uns adolescents expliquen que una casa local està posseïda pel fantasma de Mordechai Murdoch, un home qui va matar a les seves sis filles durant 1930, i va acabar en una llista de llegendes urbanes en el lloc web Hell Hound's Lair. Quan aviat sembla que la casa està posseïda de debò, els germans van cap a Richardson, Texas, per investigar, i es topen amb els investigadors paranormales Ed Zeddmore (A. J. Buckely) i Harry Spengler (Travis Wester), amos del lloc web. Encara que la cerca no mostra cap veritat en la llegenda, els germans troben a l'esperit, però és diferent del que la llegenda descriu. Quan Sam i Dean s'adonen que els orígens de Mordechai en Hell Hound's Lair són diferents, arriben a la teoria que l'esperit és un Tulpa, un esperit tibetà pintat pels adolescents com a broma, però que les creences dels visitants de la pàgina web han fet real la història. Llavors, els germans enganyen a Ed i Harry perquè postegin una vulnerabilitat per Mordechai en el seu lloc web, i més tard van cap a la casa per matar-lo. De totes maneres, Ed i Harry estan allí, i s'adonen que el lloc web s'ha apagat. El Dean decideix cremar la casa per parar l'entitat.                                                                                                   |                                        |                        |                       |                                                                            |                            |                                      |
| 18 (1.18) | Something Wicked (Alguna cosa Maligna) | 6 d'abril de 2006      | Whitney Ransick       | Daniel Knauf                                                               | 3.67 milions d'espectadors | Shtriga                              |
| Per una pista que els va donar el seu pare, Sam i Dean van cap a Fitchburg, Wisconsin, per investigar un cas en què diversos nens han caigut en coma. Aviat descobreixen que la criatura responsable és una bruixa vamípirica anomenada Shtriga, que els roba la vida als nois. Dean aviat revela a Sam que el seu pare prèviament havia intentat matar a la criatura quan eren joves, i que el que Dean havia fet gairebé li costa la vida al Sam i va permetre que el shtriga s'escapés. Després d'assabentar-se que a l'hotel on s'allotgen li passa el mateix a un nen, usen al seu germà major com a carnada per atreure al shtriga. Sam i Dean la maten, i tots els nois es recuperen. |                                        |                        |                       |                                                                            |                            |                                      |
| 19 (1.19) | Provenance (Procedència)               | 13 d'abril de 2006     | Phil Sgriccia         | David Ehrman                                                               | 3.62 milions d'espectadors | Esperit Venjatiu／Retrat Vivent      |
| Després de ser trobada una jove parella brutalment assassinada mentre la seva casa estava tancada, els germans investiguen, i descobreixen en el diari del seu pare morts similars que van ocórrer a la mateixa àrea en les últimes dècades. Totes les pertinences de la parella van a parar a una casa de subhastes, i els germans van a esbrinar si un esperit potser el que els hagi atacat a través d'un objecte. Després d'una cita amb Sarah (Taylor Col·le) -la filla del propietari de la casa de subhastes-, Sam obté les còpies de les procedències dels objectes. Dean descobreix la història darrere d'una pintura de 1910 de la família de Isaiah Mercahnt, on l'home va assassinar la seva família i després es va suïcidar. Adonant-se que la pintura està embruixada, els germans la cremen, però després més tard la pintura s'arregla. Dean va cap al cos de Merchant i el crema, però quan Sam i Sarah intenten destruir la pintura de nou, la filla de Merchan desapareix d'ella, amb la qual cosa queda clar que ella era l'assassina. Dean troba una nina antiga amb el cabell de la nena en el mausoleu, i l'esperit desapareix després de cremar-la. Després d'això, els germans se'n van de la ciutat, però no sense abans que Sam besi a Sarah com un adéu.                                              |                                        |                        |                       |                                                                            |                            |                                      |
| 20 (1.20) | Dead Man's Blood (Sang d'Home Mort)    | 20 d'abril de 2006     | Tony Wharmby          | Cathryn Humphris & John Shiban                                             | 3.99 milions d'espectadors | Vampirs                              |
| Quan un vell caçador de vampirs és l'objectiu d'un grup de vampirs, ell intenta atacar-los amb una vella pistola Colt, però és assassinat abans que pogués disparar. En tornar al niu, la vampir Kate (Anne Openshaw) li dona la Colt al seu company, el líder Luther (Warren Christie). Quan Dean reconeix el nom del caçador assassinat en el diari, Sam i ell van cap a Boulder, Colorado, i descobreixen una carta per al seu pare, qui de sobte torna. La carta li revela que la pistola és mística i és capaç de matar a qualsevol dimoni. Els tres pensen en usar-la per assassinar Azazel, el dimoni responsable de la mort de la seva mare, els Winchester capturen a Kate i intenten fer un canvi amb Luther a canvi de la pistola. Durant la seva negociació, Luther ataca a John, i els germans intervenen. John recupera l'arma, la llegenda resulta ser real, i Luther cau mort. |                                        |                        |                       |                                                                            |                            |                                      |
| 21 (1.21) | Salvation (Salvació)                   | 27 d'abril de 2006     | Robert Singer         | Sera Gamble & Raelle Tucker                                                | 3.26 milions d'espectadors | Azazel／Dimonis                      |
| Mentre Meg comença a tenir com a objectius als amics dels Winchester per forçar-los al a que els doni el Colt, John revela als seus fills la cerca de Azazel que ell havia estat acumulant fa anys. Els senyals apunten a Salvation, Iowa, com la localització de l'objectiu següent del dimoni, així que el trio es dirigeix cap allí per investigar. Després de la premonició de Sam, està disposat a identificar a la següent víctima. Abans que poguessin formular un pla, Meg truca al Sam i li diu a John que planeja matar a més dels seus amics a menys que li donin l'arma. John accedeix a la seva demanda, però intenta donar-li una pistola falsa, i és capturat. Mentre, Sam i Dean són capaços de salvar a la família de Azazel, però el dimoni escapa abans que puguin matar-lo. |                                        |                        |                       |                                                                            |                            |                                      |
| 22 (1.22) | Devil's Trap (El Parany del Diable)    | 4 de maig de 2006      | Kim Manners           | Eric Kripke                                                                | 3.99 milions d'espectadors | Azazel／Dimonis                      |
| Després de descobrir que el seu pare ha estat capturat, els germans van a veure a un amic de família i vell caçador, Bobby Singer (Jim Beaver), per demanar-li ajuda. De totes maneres, Meg els segueix, però queda atrapada en un místic símbol conegut com "el parany del diable", en la qual queda immobilitzada i sense poders. Els caçadors exorcitzen el dimoni que hi ha en ella, però les lesions anteriorment sostingudes de l'hoste són mortals. Abans que la Meg real mori, els ofereix una pista sobre on podria estar John. Sam i Dean van cap a Jefferson City, Missouri, i rescaten al seu pare. De tota manera, Azazel aviat revela que està posseint el cos de John, i els ataca. Mentre el dimoni tortura a Dean, John és capaç de temporalment guanyar control, i li prega a Sam que usi la Colt per matar a Azazel. No sent capaç de matar el seu pare, Sam li dispara en la cama, i Azazel vola. De camí a l'hospital, els tres són xocats per un camioner posseït. |                                        |                        |                       |                                                                            |                            |                                      |